# Pohár Thayera Tutta 1980
První ročník poháru Thayera Tutta v ledním hokeji se konal od 8. do 16. 3. 1980 v Lublani. Zápasy se hrály v hale Tivoli. Deset účastníků bylo rozděleno do dvou skupin. První dva postoupili do finále, třetí a čtvrtý celek do skupiny o 5.-8. místo. Vzájemné zápasy ze skupin se započítávaly. Hrálo se systémem každý s každým. Turnaj skončil překvapujícím vítězstvím Švýcarska, favorit turnaje celek NDR skončil druhý a domácí Jugoslávie třetí.

## Výsledky a tabulky

### Skupina A
|    |            | YUG | AUT | CHN | ITA | BUL | V | R | P | Skóre | B |
| 1. | Jugoslávie | *** | 9:2 | 3:3 | 4:4 | 9:4 | 2 | 2 | 0 | 25:13 | 6 |
| 2. | Rakousko   | 2:9 | *** | 7:5 | 4:4 | 8:0 | 2 | 1 | 1 | 21:18 | 5 |
| 3. | Čína       | 3:3 | 5:7 | *** | 4:4 | 7:2 | 1 | 2 | 1 | 19:16 | 4 |
| 4. | Itálie     | 4:4 | 4:4 | 4:4 | *** | 3:4 | 0 | 3 | 1 | 15:16 | 3 |
| 5. | Bulharsko  | 4:9 | 0:8 | 2:7 | 4:3 | *** | 1 | 0 | 3 | 10:27 | 2 |

 Rakousko –  Itálie 4:4 (0:1, 4:3, 0:0)
8. března 1980 – Lublaň
 Jugoslávie –  Čína 3:3 (0:1, 1:2, 2:0)
8. března 1980 – Lublaň
 Čína –  Bulharsko 7:2 (2:1, 3:0, 2:1)
9. března 1980 – Lublaň
 Jugoslávie –  Rakousko 9:2 (5:1, 2:1, 2:0)
9. března 1980 – Lublaň
 Bulharsko-  Itálie 4:3 (1:2, 2:0, 1:1)
10. března 1980 – Lublaň
 Čína –  Rakousko 5:7 (1:2, 3:3, 1:2)
11. března 1980 – Lublaň
Itálie –  Jugoslávie 4:4 (2:2, 2:2, 0:0)
11. března 1980 – Lublaň
 Bulharsko –  Jugoslávie 4:9 (1:5, 2:4, 1:0)
12. března 1980 – Lublaň
 Itálie –  Čína 4:4 (2:1, 1:2, 1:1)
13. března 1980 – Lublaň
 Rakousko –  Bulharsko 8:0 (0:0, 2:0, 6:0)
13. března 1980 – Lublaň

### Skupina B
|    |           | SUI  | GDR  | HUN  | FRA  | DEN  | V | R | P | Skóre | B |
| 1. | Švýcarsko | ***  | 4:2  | 9:3  | 12:5 | 3:2  | 4 | 0 | 0 | 28:12 | 8 |
| 2. | NDR       | 2:4  | ***  | 12:1 | 20:0 | 15:3 | 3 | 0 | 1 | 49:8  | 6 |
| 3. | Maďarsko  | 3:9  | 1:12 | ***  | 8:3  | 5:5  | 1 | 1 | 2 | 17:29 | 3 |
| 4. | Francie   | 5:12 | 0:20 | 3:8  | ***  | 3:2  | 1 | 0 | 3 | 11:42 | 2 |
| 5. | Dánsko    | 2:3  | 3:15 | 5:5  | 2:3  | ***  | 0 | 1 | 3 | 12:26 | 1 |

 NDR –  Dánsko 15:3 (4:0, 6:2, 5:1)
8. března 1980 – Lublaň
 Maďarsko –  Švýcarsko 3:9 (2:3, 1:2, 0:4)
8. března 1980 – Lublaň
 Dánsko –  Francie 2:3 (1:0, 1:1, 0:2)
9. března 1980 – Lublaň
 NDR –  Maďarsko 12:1 (4:0, 5:0, 3:1)
9. března 1980 – Lublaň
 Francie –  Švýcarsko 5:12 (1:6, 1:3, 3:3)
10. března 1980 – Lublaň
 Dánsko –  Maďarsko 5:5 (2:1, 3:3, 0:1)
11. března 1980 – Lublaň
 Švýcarsko –  NDR 4:2 (1:0, 2:0, 1:2)
11. března 1980 – Lublaň
 Francie –  NDR 0:20 (0:4, 0:12, 0:4)
12. března 1980 – Lublaň
 Švýcarsko –  Dánsko 3:2 (1:0, 1:2, 1:0)
13. března 1980 – Lublaň
 Maďarsko –  Francie 8:3 (1:0, 2:1, 5:2)
13. března 1980 – Lublaň

### Finále
|    |            | SUI  | GDR  | YUG  | AUT  | V | R | P | Skóre | B |
| 1. | Švýcarsko  | ***  | 4:2* | 3:3  | 4:0  | 2 | 1 | 0 | 11:5  | 5 |
| 2. | NDR        | 2:4* | ***  | 3:1  | 7:1  | 2 | 0 | 1 | 12:6  | 4 |
| 3. | Jugoslávie | 3:3  | 1:3  | ***  | 9:2* | 1 | 1 | 1 | 13:8  | 3 |
| 4. | Rakousko   | 0:4  | 1:7  | 2:9* | ***  | 0 | 0 | 3 | 3:20  | 0 |

- s hvězdičkou = zápasy ze základní skupiny.

 Švýcarsko –  Rakousko 4:0 (3:0, 1:0, 0:0)
15. března 1980 – Lublaň
 NDR –  Jugoslávie 3:1 (1:0, 2:0, 0:1)
15. března 1980 – Lublaň
 Rakousko –  NDR 1:7 (0:1, 0:4, 1:2)
16. března 1980 – Lublaň
 Jugoslávie –  Švýcarsko 3:3 (1:1, 0:0, 2:2)
16. března 1980 – Lublaň

### O 5. – 8. místo
|    |          | ITA  | HUN  | FRA  | CHN  | V | R | P | Skóre | B |
| 5. | Itálie   | ***  | 7:0  | 10:4 | 4:4* | 2 | 1 | 0 | 21:8  | 5 |
| 6. | Maďarsko | 0:7  | ***  | 8:3* | 6:2  | 2 | 0 | 1 | 14:12 | 4 |
| 7. | Francie  | 4:10 | 3:8* | ***  | 9:3  | 1 | 0 | 2 | 16:21 | 2 |
| 8. | Čína     | 4:4* | 2:6  | 3:9  | ***  | 0 | 1 | 2 | 9:19  | 1 |

- s hvězdičkou = zápasy ze základní skupiny.

 Čína –  Francie 3:9 (2:1, 1:5, 0:3)
15. března 1980 – Lublaň
 Itálie –  Maďarsko 7:0 (1:0, 3:0, 3:0)
15. března 1980 – Lublaň
 Francie –  Itálie 4:10 (3:4, 0:3, 1:3)
16. března 1980 – Lublaň
 Maďarsko –  Čína 6:2 (0:2, 4:0, 2:0)
16. března 1980 – Lublaň

## Statistiky

### Nejlepší hráči podle direktoriátu IIHF
| Brankář | Olivier Anken    |
| Obránce | Reinhard Fengler |
| Útočník | Benni Nenningen  |

### All Stars
| Brankář         | Olivier Anken   |
| Levý obránce    | Dietmar Peters  |
| Pravý obránce   | Rick Cunningham |
| Levé křídlo     | Guido Lindemann |
| Střední útočník | Jürgen Franke   |
| Pravé křídlo    | Benni Nenningen |

### Kanadské bodování
| Poř. | Kanadské bodování   | Branky | Přihrávky | Body |
| ---- | ------------------- | ------ | --------- | ---- |
| 1.   | Jürgen Franke       | 5      | 7         | 12   |
| 2.   | Steve Cupolo        |        |           | 12   |
| 3.   | Friedheim Bögelsack |        |           | 11   |
| 4.   | Gerhard Müller      |        |           | 10   |
| 5.   | Rudolf König        |        |           | 10   |

## Soupisky

### Soupiska Švýcarska
1.  Švýcarsko

Brankáři: Olivier Anken, Edy Grubauer.

Obránci: Reto Sturzenegger, Jakob Kolliker, Claude Soguel, Eric Girard, Ruedi Kramer, Ueli Hofmann, Willi Bertschinger.

Útočníci: Marcus Lindemann, Benni Neininger, Guido Lindemann, Rene Stampfli, Lorenzo Schmid, Jori Mattli, Reto Dekumbis, Arnold Lortscher, Jacques Soguel, Urs Lautenschlager,
Andreas Ritsch.

### Soupiska NDR
2.  NDR

Brankáři: Egon Schmeisser, Roland Herzig.

Obránci: Reinhard Fengler, Dietmar Peters, Frank Braun, Joachim Lempio, Klaus Schroder, Dieter Frenzel, Peter Slapke.

Útočníci: Jürgen Franke, Friedhelm Bogelsack, Gerhard Müller, Rainer Patschinski, Detlev Radant, Frank Proske, Harald Kuhnke, Eckhard Scholz, Detlev Mark, Rolf Bielas.

### Soupiska Jugoslávie
3.  Jugoslávie

Brankáři: Cveto Pretnar, Dare Prusnik.

Obránci: Joze Razinger, Ivan Scap, Joze Kovac, Karel Savic, Andrej Vidmar,Miran Lap.

Útočníci: Peter Klemenc, Drago Horvat, Edo Hafner, Rudi Hiti, Gorazd Hiti, Ignac Kavec, Tomaz Lepsa, Janez Petac, Roman Pristav, Mustafa Besic, Uros Pavlic, Matjaz Sekelj.

### Soupiska Rakouska
4.  Rakousko

Brankáři: Fritz Prohaska, Michael Rudmann.

Obránci: Rick Cunningham, Hans Schuller, Walter Schneider, Klaus Brabant, Sylvester Staribacher, Hans Fritz, Johann Sulzer.

Útočníci: Rudolf Konig, Alexander Sadjina, Gunther Hanschitz, Peter Zini, Werner Schilcher, Herbert Haiszan, Peter Martinek, Leo Sivec, Werner Strele, Kurt Harand.

### Soupiska Itálie
5.  Itálie

Brankáři: Nicolino Sanza, Giorgio Tigliani.

Obránci: John Bellio, David Tomassoni, Erwin Kostner, Gino Pasqualotto, Sergio Manaigo, Herbert Frisch,

Útočníci: Steve Cupolo, Alberto DiFazio, Giulio Francella, Fabio Polloni, Egon Schenk, Josef Crepaz, Adolf Insam, Fabrizio Kasslatter, Herbert Strohnaier, Ludovico Migliore, Aldo Lacedelli.

### Soupiska Maďarska
6.  Maďarsko

Brankáři: Peter Kovalcsik, Antal Kovacs.

Obránci: Peter Flora, Andras Farkas, Laszlo Gogolak, Csaba Kovacs, Dezso Szeles, Janos Hajzer, Laszlo Rasztovszki.

Útočníci: Andras Meszoly, Gyorgy Pek, Attila Balint, Zsigmond Bodor, Antal Palla, Albert Muhr, Istvan Fekete, Gabor Foldi, Gyorgy Buzas, Gaspar Menyhart, Istvan Foldvari,

### Soupiska Francie
7.  Francie

Brankáři: Daniel Maric, Laurent Dentz.

Obránci: Bernard LeBlond, Dominique Pelloux, Michel Lussier, Marc Desmolliens, Jean LeBlond, Christian Vouillamoz, Bernard Meslier,

Útočníci: Andre Peloffy, Marc Audisio, Philippe Rey, Robert Oprandi, Harry Perreault, Alain Vinard, Yves Fauchard, Serge Evdokimoff, Michel Brousseau, Philippe Treille, Jean-Pierre Michot.

### Soupiska Číny
8.  Čína

Brankáři: Tingwen Cui, Xiaoxu Li.

Obránci: Jingjie Chen, Youke Yang, Zhenting Fu, Ming Zhan, Shaotang Bian, Jiqing Sun.

Útočníci: Naifeng Yao, Jing Gang Wang, Xi Guang Chen, Chang Shun Wei, Chunjiang Wang, Shuqing Xiang, Jiwu Yin, Keqiang Wu, Zhimin Sun, Jing Cheng Wang, Liu Tian Dong, Shengwen Chen.

### Soupiska Bulharska
9.  Bulharsko

Brankáři: Georgi Milanov, Stanislav Haralambiev.

Obránci: Dimitar Lasarov, Todor Pantchev, Georgi Iliev, Peitcho Ralenekov, Dimitar Nestorov, Ivan Markovski, Ljubomir Ivanov.

Útočníci: Anastas Todorov, Miltcho Nenov, Malin Atanassov, Ljubomir Stoilov, Mihail Dimov, Todor Sarev, Juri Dantchev, Ivan Atanassov, Nicola Nedev, Valentin Dimov, Georgi Velitchkov.

### SoupIska Dánska
10.  Dánsko

Brankáři: Carsten Petersen, Erik Stiller.

Obránci: Per Holten Moller, Tommy Petersen, Soren Hjortshoj, Bent Larsen, Michael Faber, Richard Lund-Andersen.

Útočníci: Jan Christiansen, Carsten Nielsen, Per Viggo Jacobsen, Tonny Jensen, Bent Hansen, Frits Nielsen, Kenneth Henriksen, Preben Sorensen, Sten Schou, Karsten W. Petersen, Ivan Halberg, Soren Kragballe.